# 우루과이의 대통령
우루과이의 대통령(스페인어: Presidente del Uruguay)은 우루과이의 국가원수이자 우루과이군 총사령관이다. 우루과이 대통령 비서실, 각료회의, 기획예산처 국장과 함께 집행부의 역할을 수행한다. 대통령 사망 또는 사임 시 헌법에 따라 부통령이 직무 승계한다.
1990년 이래, 대통령의 임기는 3월 1일에 취임하고 퇴임한다. 현재 대통령은 2025년 3월 1일에 취임한 야만두 오르시이다.

## 같이 보기
- 우루과이의 역사